# René Quéré
Pour les articles homonymes, voir Quéré.
René Quéré, né le 26 mai 1932 à Ploaré (Finistère) et mort le 16 août 2021 à Douarnenez, est un peintre, illustrateur, céramiste, peintre-verrier et enseignant français.

## Biographie
René Quéré peint dès sa jeunesse la mer et les bateaux, sur celui de son parrain Le Dahut, un palangrier. Il entre en 1951 à l'école régionale des beaux-arts de Quimper dans les ateliers de Jos Le Corre (1925-1979) et Pierre Toulhoat (1923-2014). Dans le cadre de ses études, il fréquente la faïencerie Keraluc.
Il effectue deux années d'apprentissage à la manufacture Keraluc, aux côtés de Pierre Toulhoat , Jos Le Corre, Xavier Krebs et Paul Yvain. Il travaille à l'époque sur émail cru au trait déroulé avec un bioxyde de manganèse, ce qui donne une couleur brun noir, puis faisait le remplissage avec divers colorants à base de pigments.
Il se lance dans la production de pièces uniques en tant qu'artiste indépendant et choisit de travailler sur des objets en grès. Il poursuit sa carrière de peintre de chevalet et fait un retour à la céramique dans le cadre de la réalisation de panneaux commandés par la Brittany Ferries pour la décoration du paquebot MV/Pont-Aven. Il travaille aussi pour l'entreprise Armor-Lux.
À partir de 1956, il fait des expositions en Bretagne, à Paris, à Nantes, en Belgique et en Allemagne.
Marié à Henriette Blanchard, leurs voyages les mènent  régulièrement vers Auvergne, le Pays basque mais aussi vers  de nombreuses cités où ils aiment partager leur passion pour l'Art Roman.
Les voyages d'étude du peintre le conduisent  vers Paris, St Benoit sur Loire, Milly la foret, Bruxelles, Amsterdam, Venise, Florence, Barcelone, Agadir et Ouarzazate.
Entre 1986 et 1988 il réalise, en compagnie du maître-verrier quimpérois Jean-Pierre Le Bihan, les vitraux de la chapelle Saint-Jean à Tréboul.

## Illustrations
- Georges Perros , Douarnenez, les îles, les marins, gouaches de René Quéré, 1961. lettre préface, 1983.
- Gérard Le Gouic, Poème de l'Île et du sel, Telen Arvor, 1977.
- Charles Madézo, La cale ronde, 1979. Des poissons pour modèles,2007.Traits de chalut, éd. Vivre tout simplement, 2018
- .Xavier Grall, Il y avait le Yang Tsé Kiang  " Genèse et derniers poèmes" édition calligrammes 1982
- Jean Pencalet, Du côté de chez Soaz, 1987.
- René Le Corre, l'ombre bleue, édition Liogan 1996.

## Publications
- 2005 : Le peintre René Quéré autoédition, imprimerie du commerce Quimper.
- 2002 : Images de l'Iroise-Sein-Molène, Quéré René avec la participation de Dialogues/Brest, imprimerie du commerce quimper.
- 1984 : le peintre René Quéré, collection formes et figures coédition avec Jacques Dopagne.

## Collections publiques

### Belgique
- Ypres, musée Merghelynck[9].

### France
- Brest, musée des Beaux-Arts[9].
- Briec, mairie : peinture murale, 1974[réf. nécessaire].
- Douarnenez :
  - hôpital :  peinture dans le hall d'accueil, 1979[réf. nécessaire].
  - mairie : La Crique de Pors-Poulhanen Plozévet, acrylique sur panneau de bois, 1977[réf. nécessaire].
  - mairie : les usinières de l'usine rouge, acrylique sur panneau de bois. don de l'artiste en 2017
- Lannion, Cosmos Foyer des PTT : décoration, 1976[réf. nécessaire].
- Morlaix, musée des Beaux-Arts[réf. nécessaire].
- Plounévez-Lochrist, mairie : décoration murale, 1974[réf. nécessaire].
- Quimper :
  - Maison Armor-Lux : faïences, décorations, peintures, 2004[10].
  - Caisse d'Épargne : décoration murale, 1972[réf. nécessaire].
  - musée des Beaux-Arts[11].
  - musée départemental breton : Ouessant, 1960, gouache, 12 × 22 cm[réf. nécessaire].
  - musée de la Faïence de Quimper :
    - Port de Tréboul, la Pointe, céramique, manufacture Keraluc[réf. nécessaire] ;
    - 10 autres céramiques[réf. nécessaire] ;
    - Équipage du palangrier “Dahut”, sur le port de Rosmeur à Douarnenez, huile sur toile, 152 × 152 cm[réf. nécessaire].
- Roscoff : décoration des navires de la Brittany Ferries M/V Val de Loire (1993-2006) et du ferry Pont-Aven (2004)[12].

## Expositions
Durant une carrière de 60 années (1952-2012), il a participé à 78 expositions individuelles en Bretagne et Loire-Atlantique, 18 expositions à Paris et à l’étranger, et 40 expositions collectives.
- de 1952 à 1984 : galerie Saluden à Quimper.
- de 1959 à 1988 : dans diverses galeries à Douarnenez[13].
- de 1967 à 1985 : galerie des Orfèvres dans le 1er arrondissement de Paris[14].
- de 1968 à 1974:  galerie Fouillen à Quimper .
- de 1972 à 1980 : galerie Horizon à Bruxelles[15].
- en 1977 : galerie Michel Columb à Nantes[16].
- de 1978 à 2001 : galerie Saluden à Brest[17],[18].
- de 1979 à 2012 : galerie Gloux à Concarneau[19],[20].
- de 1981 à 1986: galerie le Moustoir à Saint-Evarzec
- en 1982 : au parc des expositions à Annaba[21].
- de 1984 à 1990 : galerie des Ambassades dans le 8e arrondissement de Paris[22].
- en 2008 : galerie Françoise Livinec dans le 8e arrondissement de Paris[23].
- en 2009 et en 2005 : galerie Doyen à Vannes[24].

Il prend sa retraite de la Maison des Artistes en 2012.
Ses œuvres, faïences et peintures sont présentées dans de nombreuses collections publiques et privées : de façon permanente au musée de la Faïence de Quimper, dans les salles du Pont-Aven de la flottille de la Brittany Ferries ou lors d'expositions temporaires au musée départemental breton en 1997 et en 2013, au musée du Faouët en 2016 et en 2023, et lors de l'exposition estivale « Modernités bretonnes après 1950 » dans la maison des Traouïero à Perros-Guirec en 2023.